# Аманоджяку
Аманоджяку (яп. 天邪鬼) або Аманджяку (яп. 天邪鬼) (небесний злий дух) демоноподібний йокай з японського фольклору.

## В фольклорі
Описують як істоту з надзвичайно суперечливим єством: все що їм наказують, вони роблять навпаки. Вважається, що вони здатні збуджувати найпохмуріші бажання людини і таким чином підбурювати її до злодіянь. Зазвичай їх зображують як свого роду маленьких оні.
Одна з найвідоміших появ аманоджяку — у казці Уріко-хіме яп. 瓜子姫, досл. «принцеса-диня», у якій дівчина, дивом народжена з дині, отримує прихильність від літньої пари. Вони ховають її від зовнішнього світу, коли якось вона наївно впускає аманоджяку всередину, і воно викрадає або пожирає її, а іноді прикидається нею, одягаючи її здерту шкіру.

## В релігії
Вважається, що аманоджяку походить від Аманосаґуме (яп. 天探女), злого божества з шінтоїзму, яке має суперечливе єство та заглядати в серце людини, «дуже збоченого демона».
Ця істота також існує в буддизмі, де їх вважають противниками буддійських вчень, можливо, через об'єднання з якшою. Їх зазвичай зображують так, що вони поборені праведністю Бішямонтена або інших Шітенно. У цьому контексті їх також називають джякі (яп. 邪鬼).